# I. Mihály román király park
Az I. Mihály király park (románul: Parcul Regele Mihai I), korábbi (és a köznyelvben máig használatos) nevén Herăstrău park egy nagyméretű közpark Bukarest északi részén. 1936-ban hozták létre a Colentina folyón kialakított mesterséges Herăstrău-tó partján, jelenlegi kiterjedését és formáját az 1960-as években nyerte el. Területe 187 hektár (melyből a tó 74 hektár). A városiak kedvelt kikapcsolódási, sportolási helye. Területén számos műalkotás, kiállítóterem, étterem van, a tavon pedig evezni és hajózni lehet.
Műemlékként tartják nyilván B-II-a-A-18802 kódszám alatt.

## Elnevezése
A Herăstrău név a román fierăstrău (fűrész) szóból származik, ennek az elnevezésnek pedig az az eredete, hogy a környéken (feltételezések szerint a Colentinán átívelő jelenlegi DN1-híd közelében) 1686-ban egy fűrészmalom üzemelt. A Herăstrău név nemcsak a később kialakult városnegyedre, hanem a 20. században létrehozott tóra és parkra is átvonódott. Az évek során nevezték Parcul Naționalnak (Nemzeti Park), Parcul Carol II-nak (II. Károly park), a kommunista hatalomátvétel után neve Parcul de Cultură și Odihnă I. V. Stalin (J. V. Sztálin kulturális és pihenőpark). 1962-ben visszakapta a Herăstrău elnevezést, majd a 21. században fellángoló monarchia-kultusz hatására 2017-ben I. Mihály román király nevét vette fel.

## Története
Már a 18. században feljegyezték, hogy Elisabeta, Alexandru Ipsilanti felesége szeretett csónakázni az itt elhelyezkedő, akkor még szabályozatlan tavon a fejedelmi udvar hölgyeinek társaságában. A tó partján egy török stílusú pavilon is épült, ahol török zenét játszottak. A 19. században a gazdag növényzetű, tavas-mocsaras környék már az átlagembereknek is kedvelt kikapcsolódási helye volt, ahova majális és egyéb ünnepek alkalmával kivonultak piknikezni.
1921-ben a városvezetés kinevezte Nemzeti Parknak (Parcul Național), azonban csak az 1930-as években rendszerezték, mikor Nicolae Caranfil mérnök tervei alapján területrendezést végeztek és lecsapolták a mocsarakat, létrehozva a mesterséges Herăstrău tavat. A park tervezői Friedrich Rebhuhn, Ernest Pinard, és Octav Doicescu tájépítészek voltak, az ő irányításuk alatt születtek meg a sétányok, növényzet, kikötők. Új neve Parcul Carol II lett, II. Károly személyi kultuszának hatására. A park mellett felépült a Falumúzeum és az Elisabeta-palota (a királyi család bukaresti rezidenciája).
A kommunista hatalomátvétel után Sztálin után nevezték el, és délkeleti (a jelenlegi De Gaulle-téri) bejáratánál Sztálin bronzszobra állt. 1962-ben (más forrás szerint 1956-ban), a desztalinizáció következményeként visszakapta a Herăstrău nevet, a szobor eltűnt. Az 1960-as években (más forrás szerint 1951-ben) a parkot megnagyobbították, átrendezték; ekkor nyerte el jelenlegi kiterjedését és formáját.
Míg a 20. században a város büszkesége volt, az 1990-es évek után elhanyagolták; egyes részei lepusztultak és elvadultak, továbbá gombamódra elszaporodtak az illegálisan épített éttermek, bárok. Egy 2021-es újságcikk „háborús állapotokról” számol be: virágok és gyep helyett méteres gaz van, a szökőkutak nem működnek, kullancsok, patkányok, szemét.
2017-ben, egy ideiglenes gyaloghíd megnyitásával lehetővé vált a tó egészének biztonságos körbejárása gyalogosan vagy kerékpárral (korábban egy helyen át kellett mászni egy vasúti hídon, és több embert elgázolt a vonat vagy megcsapott az áram).

## Leírása
A város északi részén, az 1. kerületben fekszik, területe 187 hektár. Határai az I. Mihály király sugárút (2017-ig Kisseleff sugárút), Constantin Prezan sugárút, Aviatorilor és Nordului sugárutak, Bukarest–Ploiești út.

### Főbb látnivalók
- Dimitrie Gusti falumúzeum
- Rózsák szigete; 2006-ban itt avatták fel az Európai Unió alapítóinak emlékművét (12 nagy fej)[12]
- Japán kert, 1998-ban hozták létre Akihito japán császár által adományozott japáncseresznye fákkal[7][13]
- Számos szobor, legtöbbjük az 1950-es években készült; történelmi és mitológiai alakok, állatok stb.[6] Három szobor magyar személyiségeket ábrázol: Petőfi, Ady, Bartók
- Román népviseletbe öltözött kariatidák a délkeleti bejáratnál, eredetileg az 1939-es Bukaresti Hónap fesztiválhoz készültek (Constantin Baraschi)[6]
- Pescăruș (Sirály) vendéglő, az egyetlen létesítmény, mely fennmaradt az 1930-as évekből, bár a későbbi toldások, átépítések negatívan érintették kialakítását[6]
- Rabindranáth Tagore emlékére, 1961-ben ültetett tölgy[7]
- Expoflora virágkiállítás (15 hektár)[7]
- Kiállítótermek, nyári mozi, vidámpark[7]

## Képek

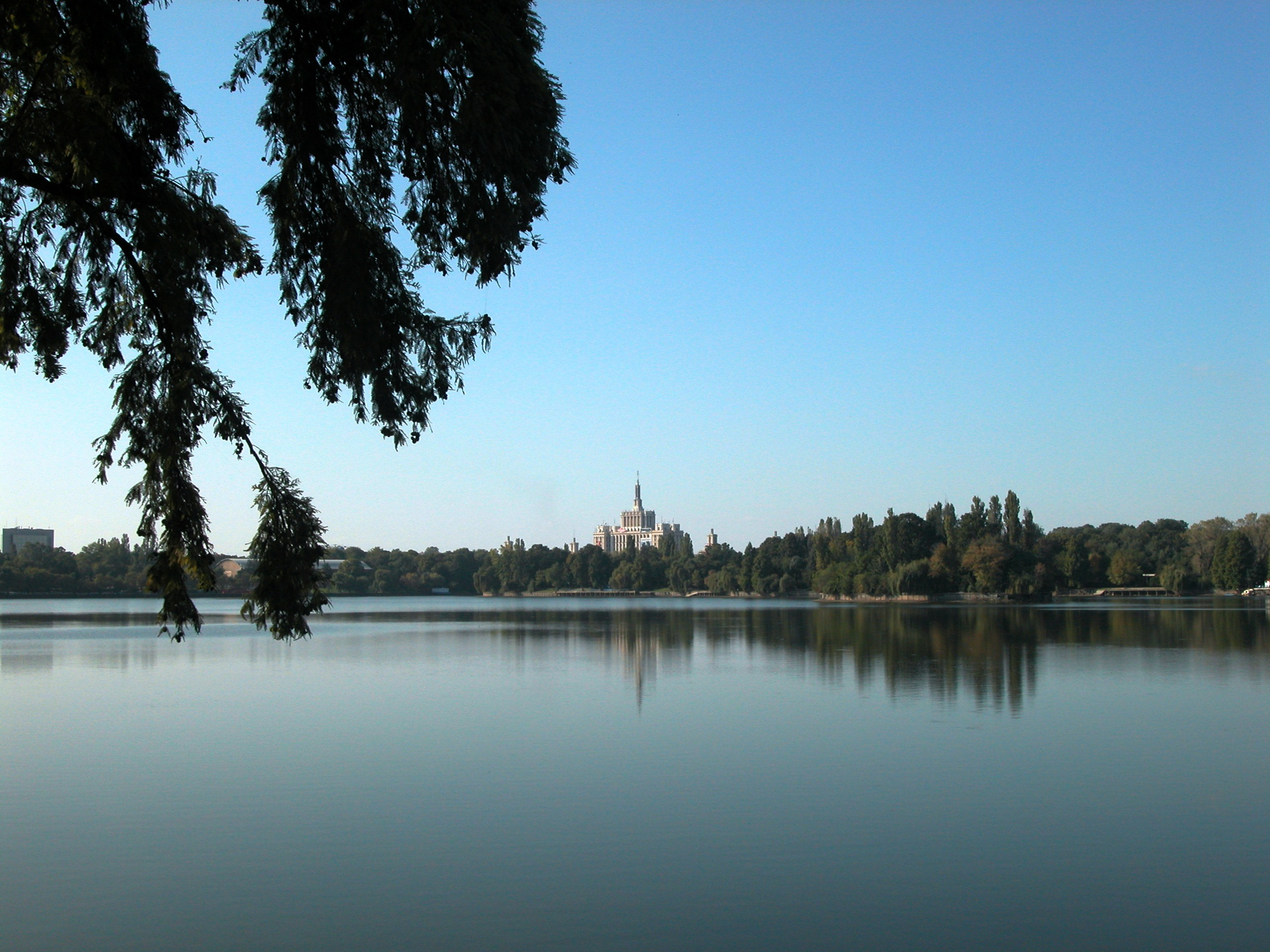
A Herăstrău-tó
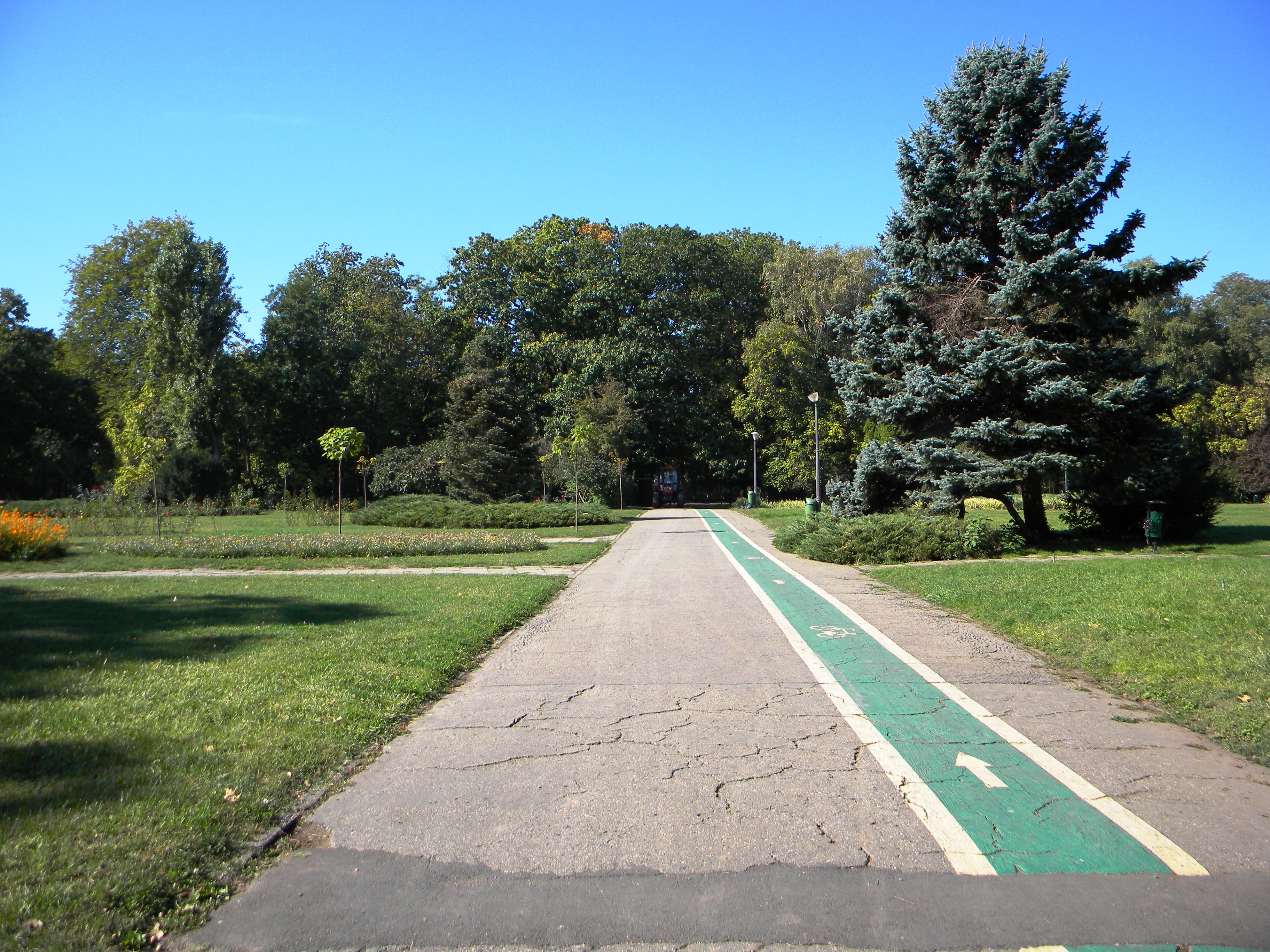
Sétány
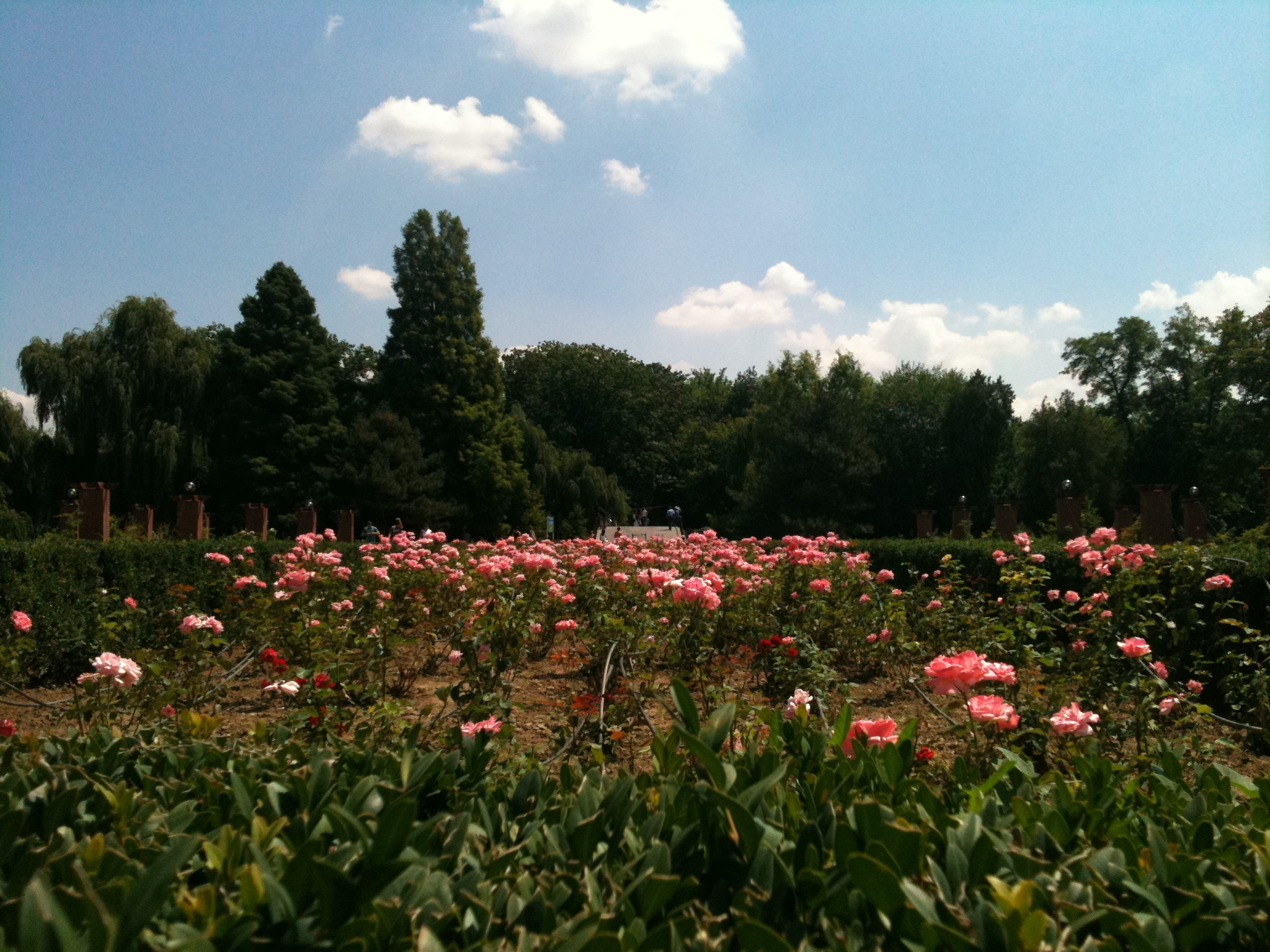
A Rózsák szigete
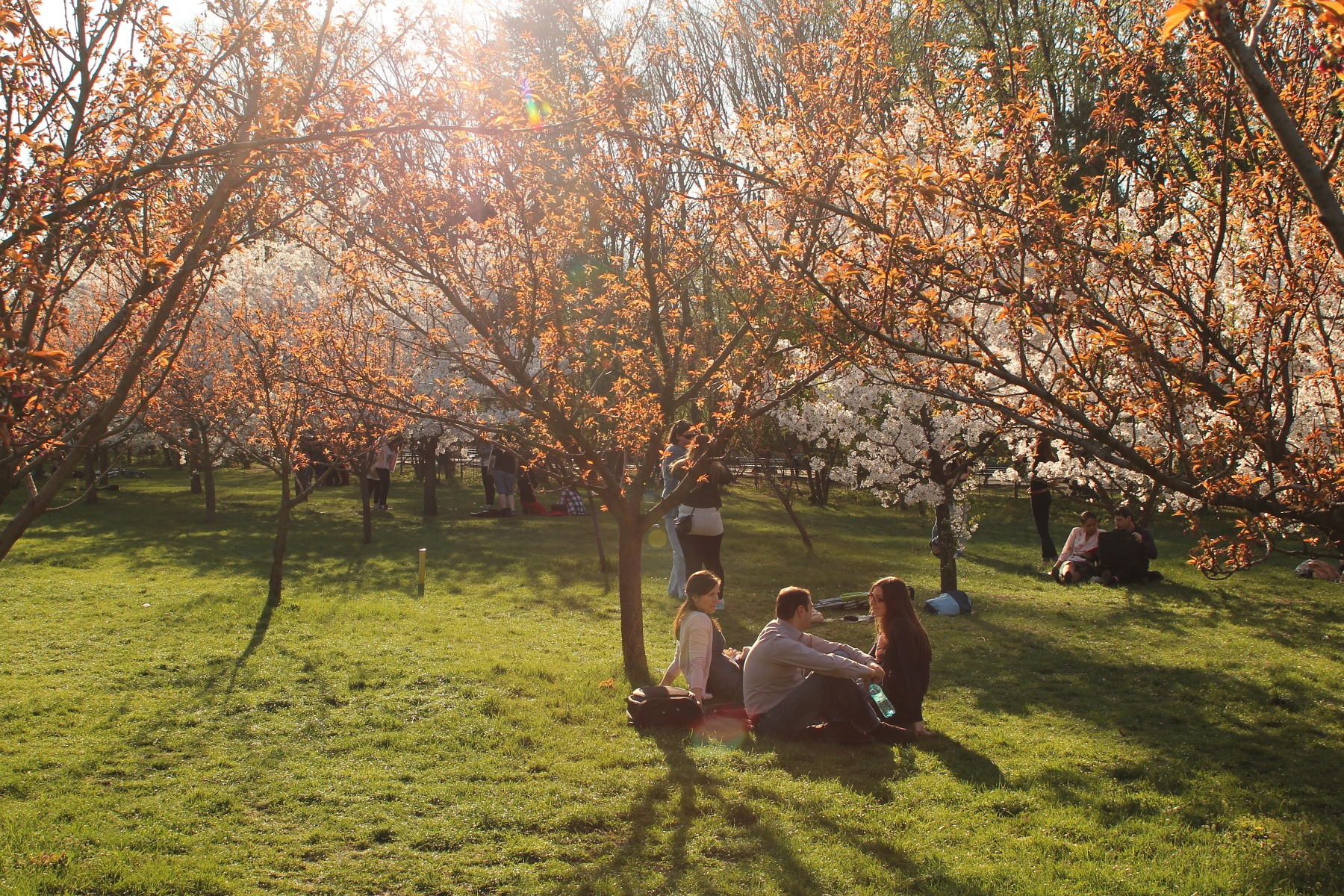
Japán kert
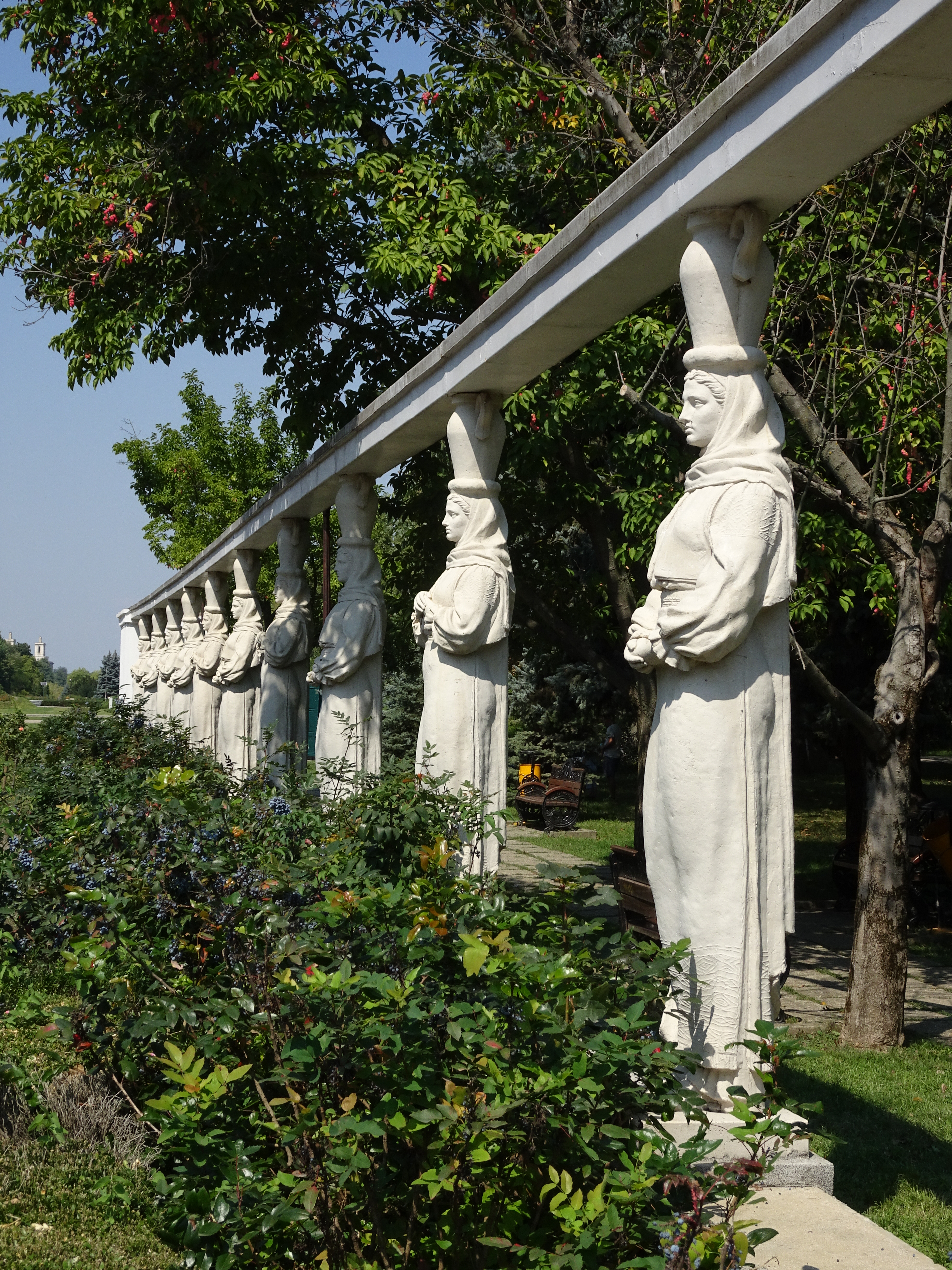
Kariatidák